# Kickxia scalarum
Kickxia scalarum är en grobladsväxtart som beskrevs av David A. Sutton. Kickxia scalarum ingår i släktet spjutsporrar, och familjen grobladsväxter. Inga underarter finns listade i Catalogue of Life.